# Luca De Aliprandini
Luca de Aliprandini, né le 1er septembre 1990 à Cles, est un skieur alpin italien, spécialiste du slalom géant. Il remporte la médaille d'argent du slalom géant aux Championnats du monde 2021.

## Biographie
Membre des Fiamme Gialle, Luca de Aliprandini fait ses débuts dans des courses FIS en 2005, puis entre dans l'équipe nationale italienne en 2008. Il fait ses débuts en Coupe du monde en octobre 2011, marquant ses premiers points en décembre 2012, où il finit onzième du slalom géant d'Alta Badia.
En 2013, il remporte une victoire dans une des épreuves de la Coupe d'Europe, un slalom géant à Soldeu. En fin d'année, il signe son premier top 10 à l'occasion du slalom géant de Val-d'Isère, qu'il achève à la 6e place et est le premier sélectionné italien pour les Jeux olympiques à venir dans cette discipline. En février 2014, il prend part aux Jeux olympiques de Sotchi, se classant onzième au slalom géant. En 2015-2016, il termine quatre fois dans le top dix dans la Coupe du monde et enregistre son meilleur classement dans la spécialité du slalom géant avec le onzième rang.
Il obtient son meilleur résultat en janvier 2018, lorsqu'il termine quatrième du slalom géant d'Adelboden. Un mois plus tard, il dispute le slalom géant des Jeux olympiques à Pyeongchang, mais il y est disqualifié.
Lors de la saison 2018-2019, il entre trois fois le top dix en Coupe du monde et honore sa première sélection en championnat du monde à Åre (20e).
L'Italien est en réussite lors l'hiver 2020-2021, avec cinq places dans le top dix dans le Coupe du monde, mais surtout sa deuxième place (médaille d'argent) au slalom géant des Championnats du monde, derrière Mathieu Faivre.

## Palmarès

### Jeux olympiques
| Édition / Épreuve   | Slalom géant |
| ------------------- | ------------ |
| JO 2014 Sotchi      | 11e          |
| JO 2018 Pyeongchang | DSQ          |

### Championnats du monde
| Édition / Épreuve     | Slalom géant |
| --------------------- | ------------ |
| Mondiaux 2019 Åre     | 20e          |
| Mondiaux 2021 Cortina | Argent       |

### Coupe du monde
- Meilleur classement général : 36e en 2021.
- 2 podiums.

#### Classements en Coupe du monde
| Saison / Épreuve | Saison / Épreuve | Général | Général | Super G | Super G | Slalom géant | Slalom géant | Combiné | Combiné | parallèle | parallèle |
| ---------------- | ---------------- | ------- | ------- | ------- | ------- | ------------ | ------------ | ------- | ------- | --------- | --------- |
| Saison / Épreuve | Saison / Épreuve | Class.  | Points  | Class.  | Points  | Class.       | Points       | Class.  | Points  | Class.    | Points    |
| 2013             | 2013             | 103e    | 24      | -       | -       | 35e          | 24           | -       | -       | -         | -         |
| 2014             | 2014             | 54e     | 131     | 49e     | 5       | 19e          | 126          | -       | -       | -         | -         |
| 2016             | 2016             | 88e     | 72      | 62e     | 1       | 31e          | 72           | -       | -       | -         | -         |
| 2017             | 2017             | 41e     | 193     | 35e     | 18      | 11e          | 172          | -       | -       | -         | -         |
| 2018             | 2018             | 49e     | 143     | 45e     | 6       | 16e          | 128          | 32e     | 9       | -         | -         |
| 2019             | 2019             | 47e     | 170     | -       | -       | 15e          | 170          | -       | -       | -         | -         |
| 2020             | 2020             | 41e     | 173     | -       | -       | 13e          | 149          | -       |         | 21e       | 24        |
| 2021             | 2021             | 36e     | 228     | -       | -       | 11e          | 228          | -       | -       | -         | -         |

### Championnats du monde junior
| Édition / Épreuve                    | Descente | Super G | Slalom géant | Slalom | Combiné |
| ------------------------------------ | -------- | ------- | ------------ | ------ | ------- |
| Mondiaux 2008 Formigal               | 34e      | 26e     | DNF          | -      | -       |
| Mondiaux 2009 Garmisch-Partenkirchen | DNF      | DSQ     | 6e           | -      | -       |
| Mondiaux 2010 Mont-Blanc             | -        | 28e     | DNF          | 10e    | -       |

### Coupe d'Europe
- 4 podiums, dont 1 victoire en slalom géant.